# Navarin (cuisine)
Pour les articles homonymes, voir Navarin.
Le navarin ou ragoût d'agneau est une recette de cuisine traditionnelle de la cuisine française, à base de ragoût de viande d'agneau et de petits légumes,

## Étymologie
Le substantif masculin, navarin (prononcé [navaʀɛ̃]) est un dérivé de navet,,. 

## Histoire

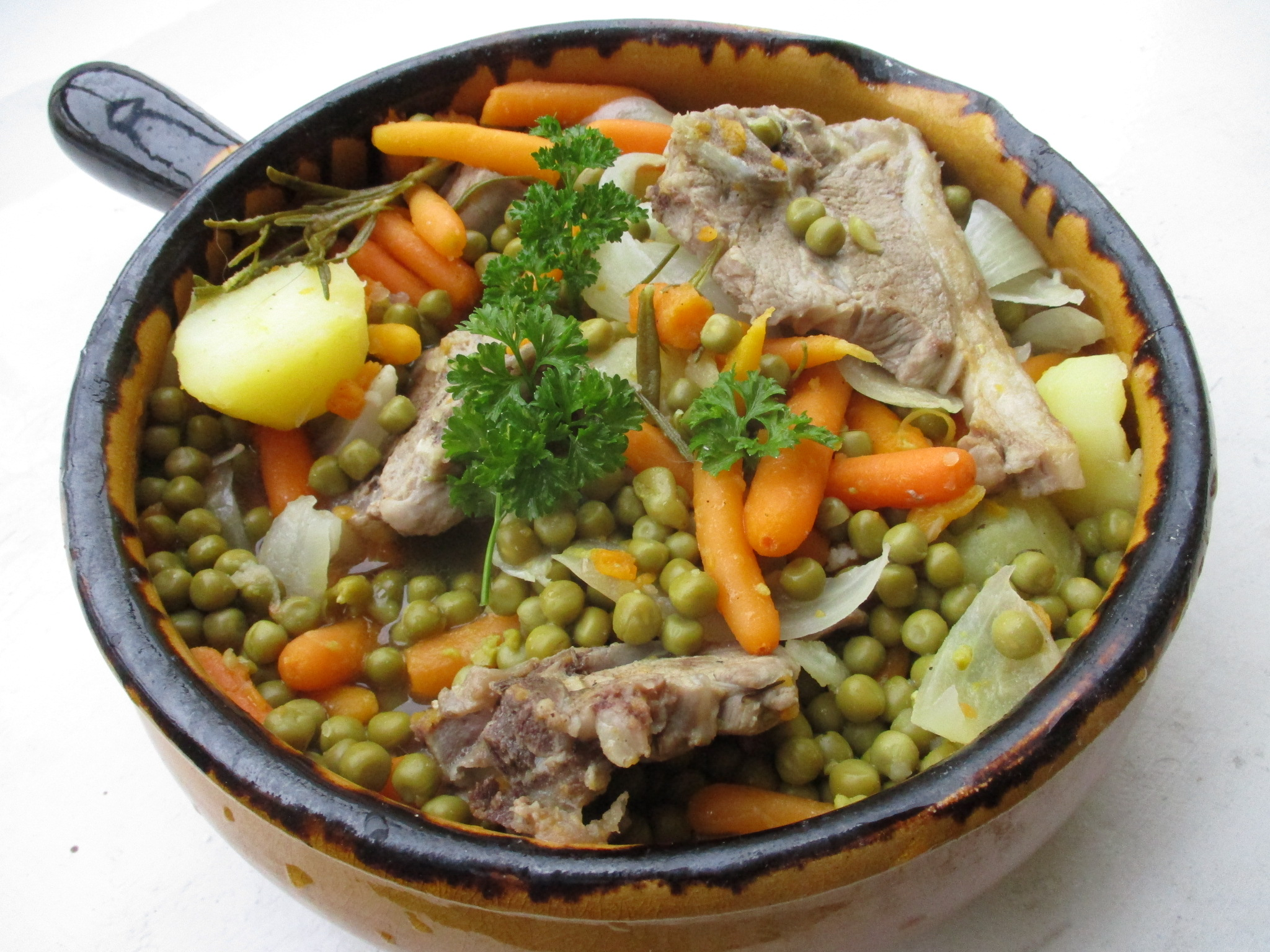
Navarin d'agneau printanier

Le nom du Navarin serait lié à la bataille de Navarin du 20 octobre 1827, de la rade du port grec de Navarin dans le Péloponnèse, où les flottes coalisées anglaises, russes et françaises, sous le commandement de l'amiral français Henri de Rigny, infligèrent une cuisante défaite à la flotte turco-égyptienne de l'Empire ottoman, lors de la guerre d'indépendance grecque. Pour fêter cette victoire historique, l’amiral aurait alors ordonné d’améliorer le repas ordinaire du lendemain. Le chef cuisinier aurait alors inventé une nouvelle recette en remplaçant le riz du rata ordinaire par des légumes variés et colorés (inspirée du pilaw de mouton à la turque) à laquelle le célèbre chef cuisinier français Auguste Escoffier aurait donné par la suite le nom de cette bataille historique,, (à l'image d'autres plats nommés d’après des batailles militaires historiques, tels que coq au vin, poulet Marengo, ou bœuf Wellington...).

## Préparation
Le navarin est une viande (agneau, mouton, boeuf, etc) découpée grossièrement comme pour un bourguignon (c'est-à-dire des morceaux détaillés à environ 3 cm de côté), saisie dans une cocotte puis singée avec de la farine avant d'être mouillée au bouillon. 
Singer la viande avec la farine (action qui consiste à saupoudrer de la farine sur la viande pendant la cuisson) permettra au bouillon de s'épaissir. 
En fin de cuisson, il s'y ajoute des pommes de terre, et/ou de petits légumes printaniers du jardin potager, tels que navets, carottes, pommes de terre, petit pois, haricots verts, tomate, ail, oignon, bouquet garni,,,...